# Mouilleron-le-Captif
Mouilleron-le-Captif is een gemeente in het Franse departement Vendée (regio Pays de la Loire) en telt 3967 inwoners (2005). De plaats maakt deel uit van het arrondissement La Roche-sur-Yon.

## Geografie
De oppervlakte van Mouilleron-le-Captif bedraagt 19,7 km², de bevolkingsdichtheid is 201,4 inwoners per km².

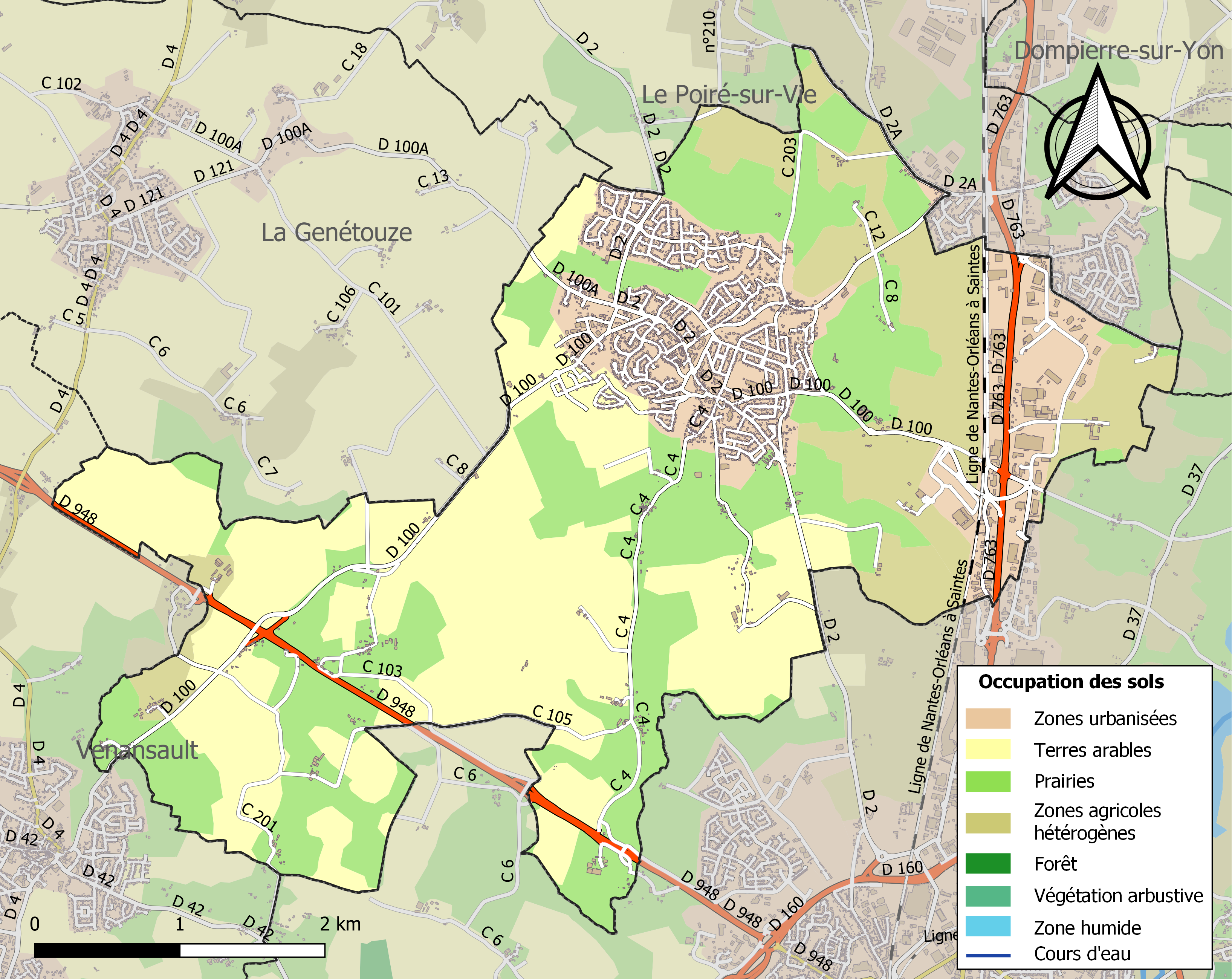
Kaart van de gemeente met de belangrijkste infrastructuur, bodemgebruik en omliggende gemeenten

## Demografie
Onderstaande figuur toont het verloop van het inwonertal (bron: INSEE-tellingen).

1. ↑  Populations de référence 2022.